# Benoît Gomez
Benoît Gomez (2 de diciembre de 2002) es un deportista francés que compite en vela en la clase Formula Kite. Ganó dos medallas de bronce en el Campeonato Europeo de Formula Kite, en los años 2021 y 2022.

## Palmarés internacional
| \| Campeonato Europeo \| Campeonato Europeo \| Campeonato Europeo \| Campeonato Europeo \| \| Año \| Lugar \| Medalla \| Clase \| \| ------------------ \| --------------------- \| ------------------ \| ------------------ \| \| 2021 \| Montpellier (Francia) \| Medalla de bronce \| Formula Kite \| \| 2022 \| Náfpaktos (Grecia) \| Medalla de bronce \| Formula Kite \| |                       |                   |              |
| Campeonato Europeo |                       |                   |              |
| Año | Lugar                 | Medalla           | Clase        |
| 2021 | Montpellier (Francia) | Medalla de bronce | Formula Kite |
| 2022 | Náfpaktos (Grecia)    | Medalla de bronce | Formula Kite |